# KZ Sachsenburg

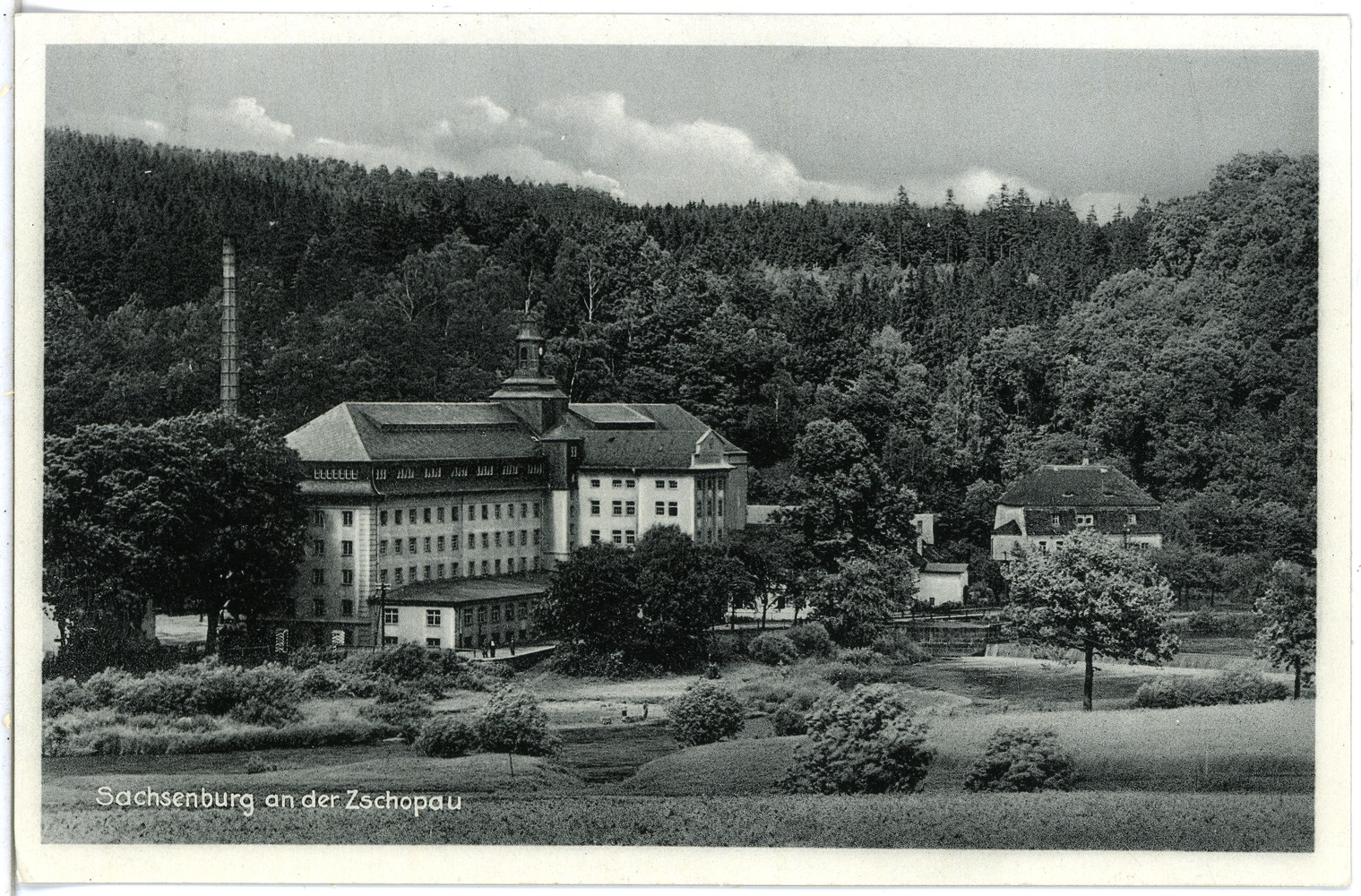
Blick auf das KZ Sachsenburg in der ehemaligen Spinnfabrik (1933)

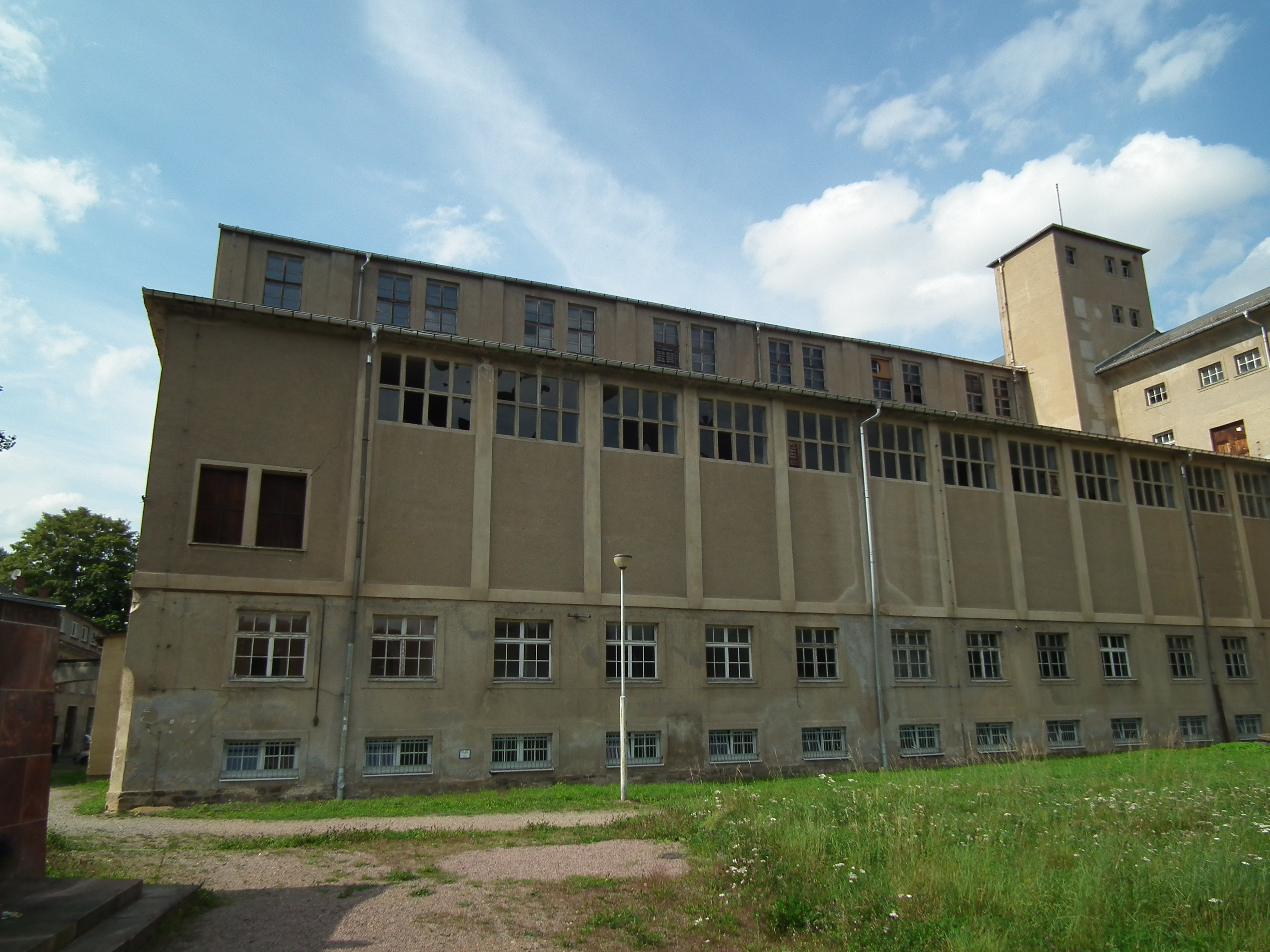
Die ehemalige Spinnfabrik (2016)

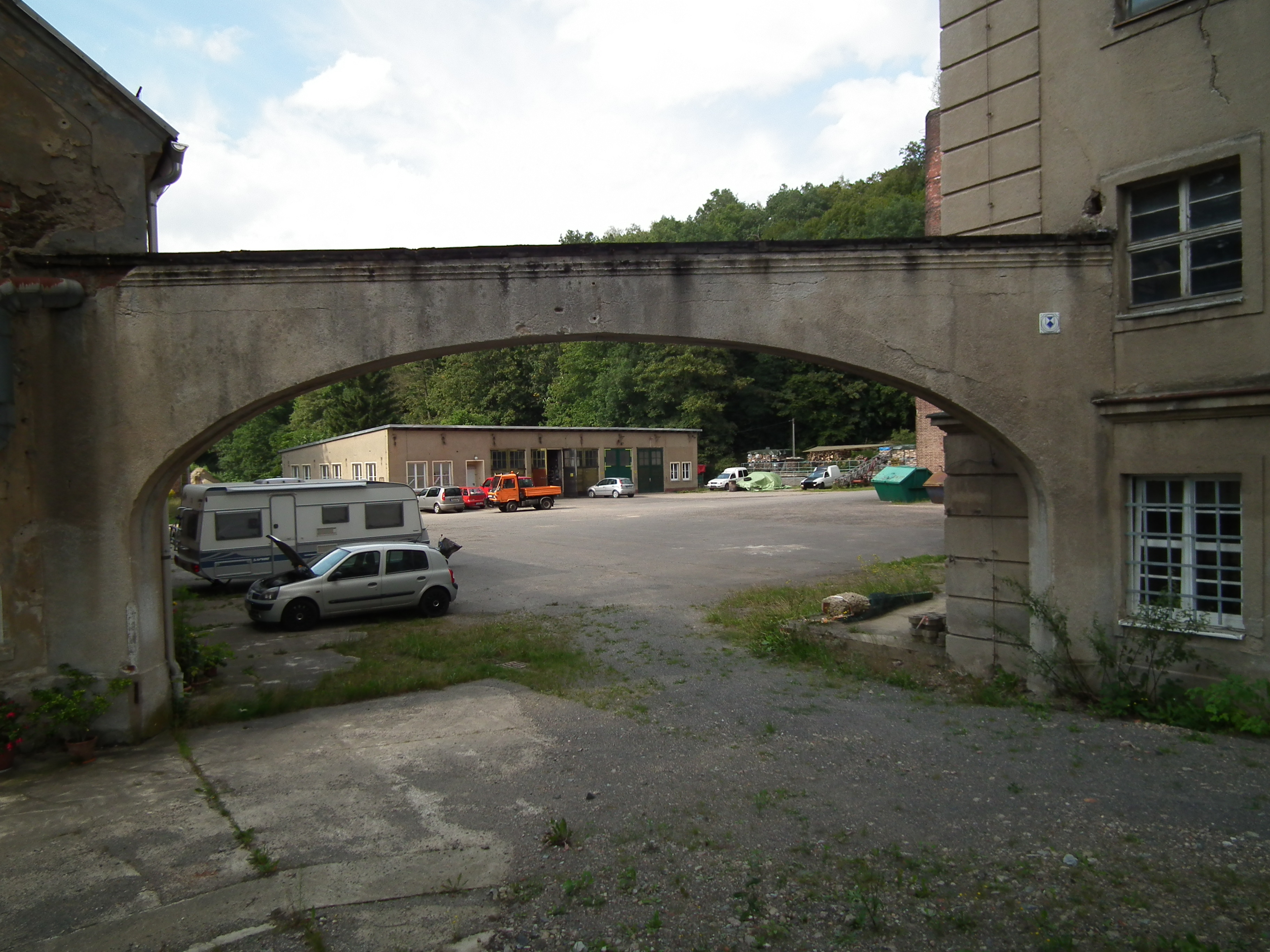
Hof der Fabrik (2016)

Das KZ Sachsenburg war eines der frühen nationalsozialistischen Konzentrationslager. Es bestand von Mai 1933 bis August 1937 in Sachsenburg und war ab 1934 das einzige Konzentrationslager in Sachsen. Das Lager gilt als Bindeglied zwischen den frühen Konzentrationslagern und dem späteren KZ-System sowie als Experimentierfeld und Ausbildungsstätte der Lager-SS.

## KZ-Geschichte

### Aufbau des Lagers

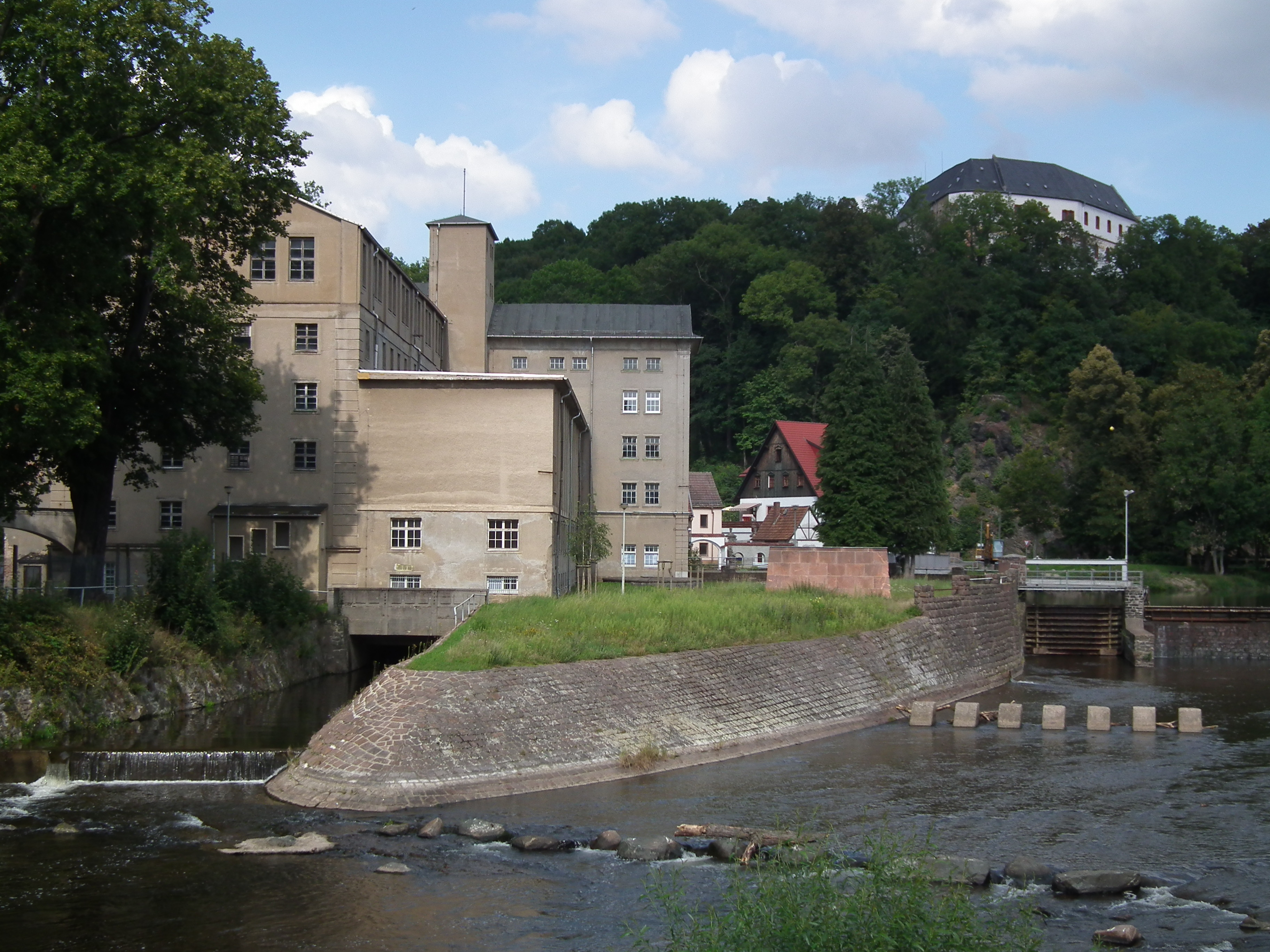
Die ehemalige Spinnfabrik unterhalb von Schloss Sachsenburg (2016)

Die ehemalige Spinnerei in Sachsenburg im Zschopautal wurde im April 1933 von der sächsischen Schutzhaftzentrale als Standort für ein großes Konzentrationslager für rund 2000 Häftlinge bestimmt. Zum gleichen Zeitpunkt entstanden in ganz Sachsen hunderte kleine Haft- und Folterstätten, die im Laufe des Jahres 1933 aufgelöst wurden.
Im Mai und Juni 1933 erfolgte der Aufbau und die Einrichtung des KZ Sachsenburg. Ein Vorauskommando von zunächst 50 Häftlingen, das im Schloss Sachsenburg untergebracht war, stellte Betten und Einrichtungsgegenstände für das künftige Lager her. Die Häftlinge wurden zu den Umbauarbeiten im Schloss für die Gauführerinnenschule der NS-Frauenschaft herangezogen.
Ende Mai zogen sämtliche Häftlinge auf das Fabrikareal der ehemaligen Spinnerei. Die gefangenen Kommunisten, Sozialdemokraten und Gewerkschafter wurden meist aus dem KZ Plaue und aus verschiedenen Chemnitzer Haftstätten in das KZ Sachsenburg überstellt. Die Wachtruppe bestand anfangs sowohl aus SA- als auch SS-Angehörigen.

### Das Lager unter der SA (1933/34)

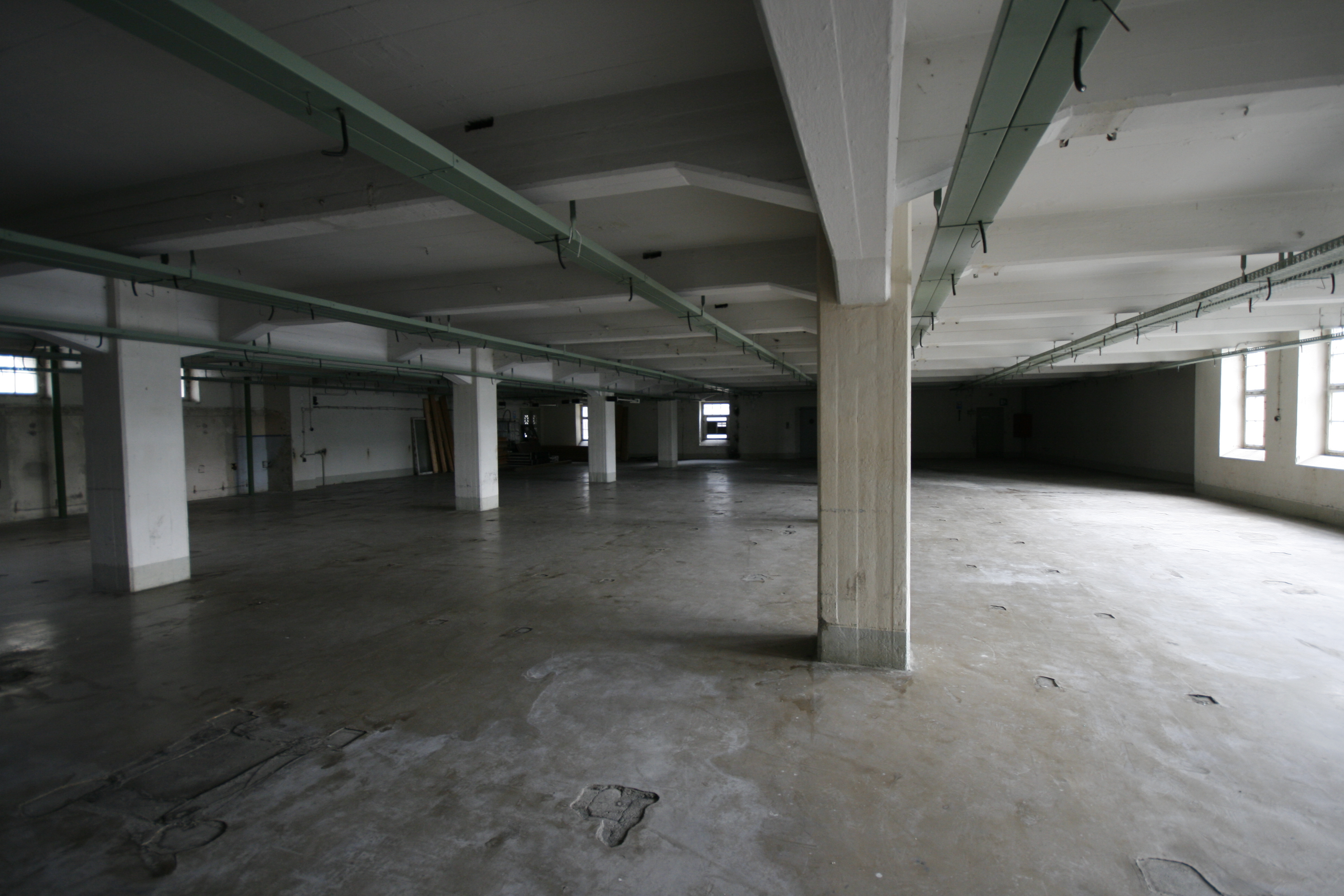
Im Inneren der Fabrik waren die Häftlinge untergebracht (2011)

Das KZ Sachsenburg wurde zunächst von dem SA-Standartenführer Max Hähnel geleitet, der auch die SA-Wachtruppen befehligte. Hähnel war für diese Aufgabe von seiner Tätigkeit als Obersteuersekretär vom Finanzamt Zschopau freigestellt worden. Er verfolgte ein Konzept der „Umerziehung“ der politischen Häftlinge, allerdings kam es auch während seiner Zeit als Lagerleiter zu Misshandlungen von Gefangenen. Bei der auch im Lager abgehaltenen Volksabstimmung zum Austritt des Deutschen Reiches aus dem Völkerbund am 12. November 1933 verweigerte eine Mehrheit der Häftlinge ihre Zustimmung. In der Folge wurden  Häftlinge schikaniert und misshandelt.
Die Gefangenen mussten bereits unter der SA in verschiedenen Kommandos arbeiten: Neben den Werkstätten im Lager gab es weitere Außenkommandos, etwa im nahen Steinbruch, bei der Regulierung der Zschopau und im Siedlungsbau in der Stadt 
Frankenberg.
Besuche von Angehörigen der Inhaftierten waren in der Anfangszeit des Lagers zu festgesetzten Zeiten möglich. Auch durften die Häftlinge Postkarten nach außen schreiben, die jedoch eine Zensur durchliefen.
Das Lager unterstand zunächst der sächsischen Schutzhaftzentrale und wurde von der Amtshauptmannschaft Flöha geführt. Ab April 1934 galt das KZ Colditz als Außenlager des KZ Sachsenburg, bis es im August 1934 aufgelöst wurde. Auch das frühe KZ Augustusburg  gehörte organisatorisch zu Sachsenburg.  In dieser Zeit kam es zu den ersten bekannten Todesfällen unter den Häftlingen. Dabei starben Bruno Kießling und Kurt Herrmann Schubert.

### Das Lager unter der SS (1934–37)

Zellen des früheren KZ Sachsenburg (2017)

Im August 1934, nach dem inszenierten „Röhm-Putsch“, übernahm das „SS-Sonderkommando Sachsen“ das bislang SA-geführte Konzentrationslager. Daraufhin wurde das KZ nach dem von Theodor Eicke im KZ Dachau eingeführten System neu organisiert. Das KZ Sachsenburg diente fortan als militärische Ausbildungsstätte der SS-Wachtruppe. Die Übernahme des Lagers durch die SS bedeutete eine deutliche Verschlechterung der Haftbedingungen. Gewalt und Misshandlungen, etwa bei Vernehmungen, nahmen zu. Im April 1935 wurde die Prügelstrafe offiziell eingeführt.
Zahlreiche Häftlinge kamen im Lager zu Tode, die tagelange Misshandlung und schließliche Ermordung von Max Sachs sorgte im Oktober 1935 für Entsetzen.
Häftlinge mussten Zwangsarbeit beim Bau des Schießstandes im hinteren Teil des Lagergeländes leisten. Damit einher ging die zunehmende Abschottung des Lagers nach außen.
Ab September 1934, nach der Schließung des KZ Hohnstein, war das KZ Sachsenburg das einzige Konzentrationslager in Sachsen. 1935 stieg die Zahl der Gefangenen wieder deutlich an: In mehreren Verhaftungswellen wurden erneut politische Gegner sowie Zeugen Jehovas, welche die Wehrpflicht verweigert hatten, ins Lager überstellt. Auch Menschen, die wegen politischem Aktivismus Haftstrafen abgesessen hatten, sowie oppositionelle Geistliche kamen nach Sachsenburg.
Politische Gegner bildeten weiterhin die  Mehrheit unter den Gefangenen, allerdings kamen neue Häftlingsgruppen hinzu. In der Spätphase des KZ wurden unter anderem „kriminelle Häftlinge“ inhaftiert. Im Februar 1937 überstellten die Behörden mehr als 300 solche „Vorbeugehäftlinge“ nach Sachsenburg.

### Auflösung des Lagers
Mit der Einrichtung größerer zentralisierter Konzentrationslager wie Sachsenhausen und Buchenwald  wurde das KZ Sachsenburg aufgelöst. Im Juli 1937 wurden Gefangene nach Sachsenhausen und teilweise direkt weiter nach Buchenwald transportiert. Das letzte Häftlingskommando verließ am 9. September 1937 Sachsenburg.
Auch die Angehörigen des SS-Kommandanturstabes und der Wachtruppen folgten zu einem großen Teil den Häftlingen in die neu errichteten Konzentrationslager. Damit fanden in Sachsenburg entwickelte und erprobte Organisationsprinzipien und Foltermethoden Eingang in das KZ-System.
Das Fabrikgelände wurde ab 1938 durch die Firma Bruno Tautenhahn als Spinnerei und Veredelungsbetrieb genutzt. Das Areal erfuhr eine Umgestaltung, auf dem Gelände des Schießstandes wurde das Freibad gebaut.

## Das Lagergelände
Das Gelände des ehemaligen Konzentrationslagers befindet sich unterhalb des Schlosses Sachsenburg auf einer kleinen Halbinsel an der Zschopau, die von einem Mühlgraben begrenzt wird. Sachsenburg gilt als eines der in seinem Gebäudebestand am besten erhaltenen ehemaligen Konzentrationslager.

### Fabrikgebäude
Das aus dem 19. Jahrhundert stammende Fabrikgebäude war als Spinnerei gebaut und  durch An- und Umbauten immer wieder verändert worden. In den oberen Stockwerken des Gebäudes waren die Gefangenen untergebracht, die in einzelne „Kompanien“ eingeteilt waren. In den großen Hallen befanden sich jeweils hunderte Schlafstellen in dreistöckigen Betten.
In den oberen beiden Stockwerken gab es unter dem Kommando der SS die Mannschaftsräume und einen Speisesaal der Wachtruppen. Das Fabrikgebäude steht heute weitgehend leer. Eine eingebaute Wasserkraftanlage ist in Betrieb.

### Kommandanturgebäude mit Zellen

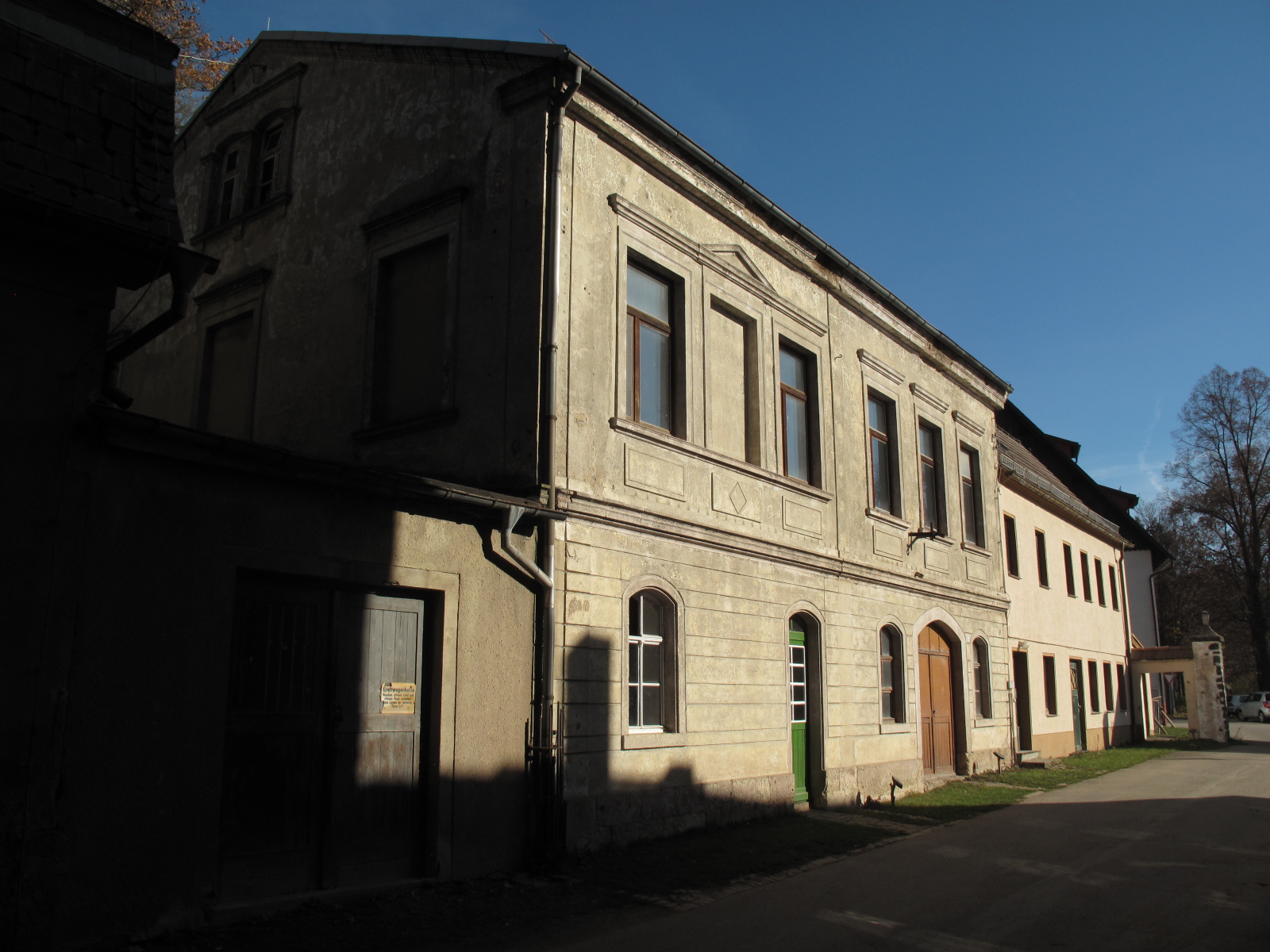
Das Gebäude der ehemaligen KZ-Kommandantur (2015)

Neben dem Eingangstor zum Konzentrationslager befand sich das Gebäude der Kommandantur. Die Kommandantur (Abteilung I) befasste sich in erster Linie mit den Angelegenheiten der SS-Angehörigen. Sie unterstand direkt dem Kommandanten bzw. dessen „rechter Hand“, dem Adjutanten.
In dem Kommandanturgebäude befanden sich vier Arrestzellen, die bis heute Inschriften von Häftlingen an den Wänden und Türen aufweisen. In dem Gebäude soll perspektivisch eine Dauerausstellung zur Geschichte des KZ Sachsenburg eingerichtet werden.

### Führervilla

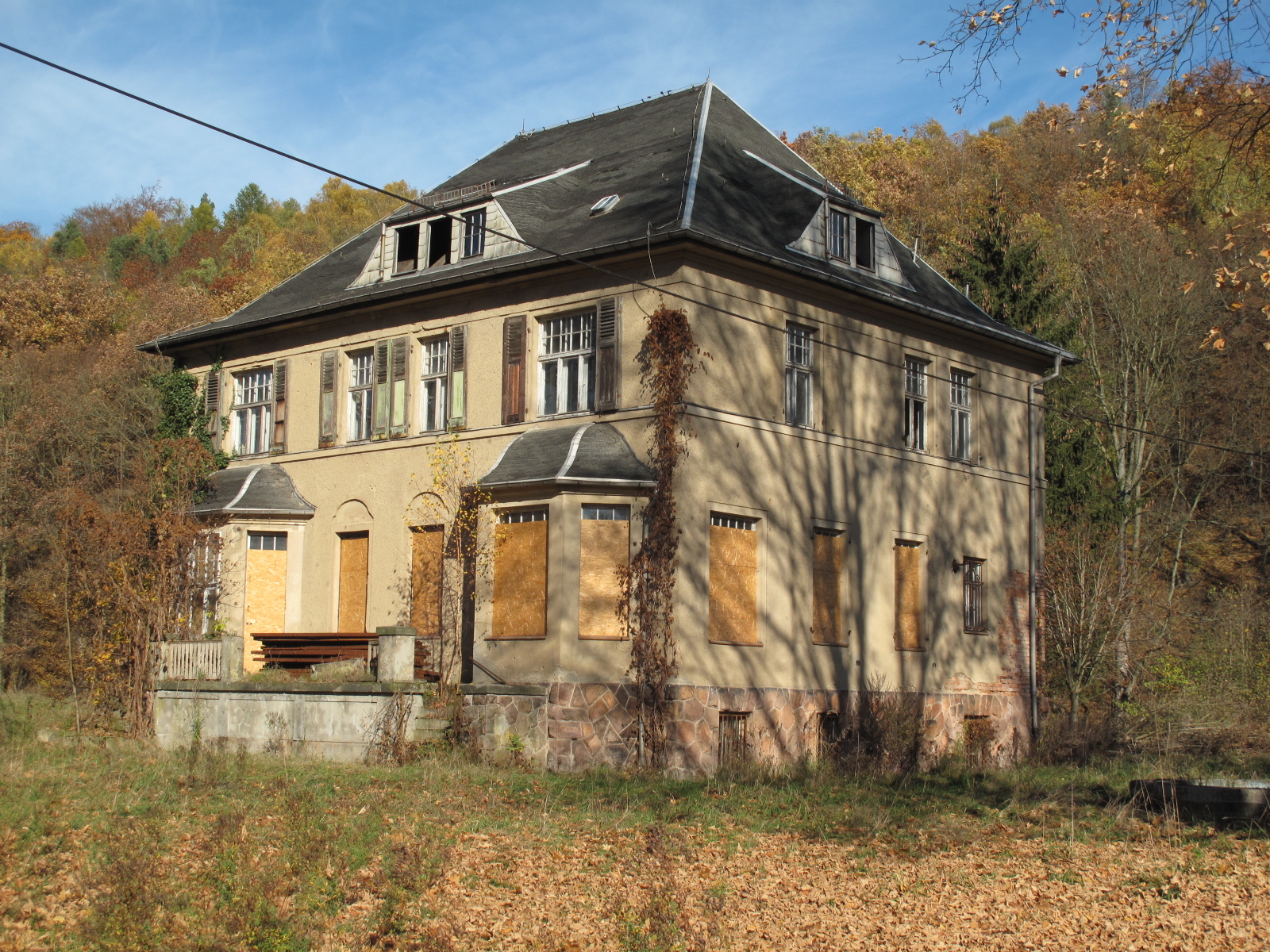
Die frühere Kommandantenvilla des KZ Sachsenburg (2015)

Das auch als „Führerwohnhaus“ oder „Kommandantenvilla“ bezeichnete Gebäude war als Fabrikantenvilla erbaut worden. Die Führervilla war vom eigentlichen Lagergelände durch einen Zaun abgetrennt und befand sich in Sichtweite des Appellplatzes. In dem Gebäude gab es Wohnräume für die KZ-Führer, insbesondere für den Lagerleiter bzw. Kommandanten, sowie ein „Führerkasino“.
Die denkmalgeschützte Villa befand sich seit längerem in einem baufälligen Zustand und war von Hausschwamm befallen. 2015 beschloss der Stadtrat Frankenberg den Abriss des Gebäudes, was von Historikern kritisiert wurde. Laut einer Bewertung durch einen Gutachter dürfe das Haus aus Gründen der Standsicherheit nicht stehen bleiben. Nach einem Beschluss aus dem Jahr 2018 sollten nur die Fundamente erhalten bleiben. Gegen den vom Stadtrat gewünschten Abriss protestierten Fachleute. Die von der zuständigen Denkmalschutzbehörde genehmigten Abbrucharbeiten begannen im Oktober 2022. Nachdem eine Gebäudehälfte abgerissen war, forderten Denkmalpfleger einen Abrissstopp und eine fachgerechte Sicherung der Gebäudereste.

### Weitere erhaltene Gebäude
Darüber hinaus sind weitere Gebäude erhalten, die während der Zeit des Konzentrationslagers genutzt wurden. Dazu gehören die frühere Turnhalle, die politische Abteilung, ein Garagenkomplex und frühere Werkstattgebäude sowie die Schmiede. Außerdem können heute noch der frühere Appellplatz und der ehemalige Steinbruch besichtigt werden.

## Häftlinge

### Zahl der Gefangenen
Die genaue Zahl der Gefangenen lässt sich mangels Überlieferung von Häftlingslisten nicht bestimmen. Die Forschung geht von insgesamt mehr als 10.000 Inhaftierten aus. Bislang konnten die Namen von 7200 Sachsenburg-Häftlingen ermittelt werden.
Die Kapazitäten des Lagers ließen eine Aufnahme von knapp 2000 Häftlingen zu, allerdings schwankte die Zahl der Häftlinge stark. Am höchsten war die dokumentierte Zahl der Gefangenen im Herbst 1933, als nach der Schließung kleinerer Lager 1337 Gefangene in Sachsenburg inhaftiert waren, sowie im Herbst 1935, als nach einer Verhaftungswelle 1400 Gefangene in Sachsenburg festgehalten wurden.

### Häftlingsgruppen
Wie in anderen frühen Konzentrationslagern waren im KZ Sachsenburg vor allem politische Gegner der Nationalsozialisten inhaftiert. Die mit Abstand größte Häftlingsgruppe bildeten Angehörige der Kommunistischen Partei Deutschlands (KPD) und deren Vorfeldorganisationen. Außerdem wurden Sozialdemokraten und Mitglieder sozialistischer Gruppen sowie nicht parteilich organisierte Gewerkschafter in Sachsenburg interniert.
Ab Herbst 1935 wurden vermehrt Juden, Zeugen Jehovas und Pfarrer, vor allem der Bekennenden Kirche, in Sachsenburg inhaftiert. Die Zahl der „kriminellen“ Häftlinge, die meist wegen kleinerer Delikte verhaftet worden waren, lässt sich schwer einschätzen, ebenso der als „asozial“ stigmatisierten Gefangenen.

### Todesfälle im Lager
Die Zahl der Gefangenen, die im KZ Sachsenburg ermordet wurden, starben oder sich selbst töteten, lässt sich nicht genau bestimmen. Laut dem ehemaligen Häftling Hugo Gräf kamen allein in der Zeit zwischen August 1934 und Ende 1935 insgesamt 20 Häftlinge durch Folterungen zu Tode. Die Forschung hat die Namen von 19 im KZ Sachsenburg Ermordeten und Verstorbenen ermittelt. Der bekannteste Todesfall ist der brutale Mord an dem jüdischen ehemaligen sozialdemokratischen Redakteur und Landtagsabgeordneten Max Sachs Anfang Oktober 1935.

### Bekannte Häftlinge
- Carl Hermann Johannes Ackermann, Häftling 1935[31]
- Bruno Apitz, Häftling 1933
- Herbert Bochow, Häftling bis Mai 1934
- Alwin Brandes, Häftling 1935
- Otto Galle, Häftling 1936
- Hugo Gräf, Häftling 1933/1934
- Heinz Gronau, Häftling 1933
- Anton Hagen, Häftling 1933
- Walter Janka, Häftling 1935
- Paul Korb, Häftling 1933–1936
- Kurt Maier, Häftling 1935–1937
- Erich Mückenberger, Häftling 1935–1936
- Kurt Müller aus Eppendorf (Vater von Heiner Müller), Häftling 1933
- Otto Nebrig, Häftling 1933
- Karl Otto, Häftling 1933 und 1934
- Alfred Röhricht aus Mittweida, Häftling 1934–1936[32]
- Willy Rößler, Häftling 1935/36
- Carl Rudolph, Häftling 1935–1936
- Max Sachs, Häftling 1935
- Hugo Saupe, Häftling 1933
- Max Saupe, Häftling 1933–1934[33]
- Otto Schön, Häftling 1936–1937
- Rudolph Strauß, Häftling 1933
- Johannes Vogelsang aus Mittweida, Häftling 1935–1936
- Kurt Weck aus Werdau, Häftling 1933–1934
- Gerhard Weck aus Werdau, Häftling 1933–1934
- Rüdiger Alberti aus Chemnitz, Bekennende Kirche, Häftling 1935

## KZ-Täter

### Kommandanten und Lagerleiter
Der erste Lagerleiter des KZ Sachsenburg war der SA-Standartenführer Max Hähnel, der das KZ ab Mai 1933 aufbaute und bis April 1934 ein knappes Jahr leitete. Nach Übernahme des Lagers durch die SS im August 1934 führte zunächst Max Simon kommissarisch das Konzentrationslager.
Erster KZ-Kommandant war im Oktober und November 1934 Karl Otto Koch, der später das KZ Buchenwald führte. Nach Walter Gerlach (Dezember 1934 bis April 1935), übernahm Bernhard Schmidt das Kommando. Er hatte die Lagerführung mehr als zwei Jahre lang inne, bis zur Auflösung des KZ im Juli 1937. Als Schutzlagerleiter amtierten Gerhard Weigel (September 1934 bis September 1935) und Arthur Rödl (September 1935 bis Juli 1937).

### Wachmannschaften der SA und der SS
Das Wachpersonal der SA bestand aus Männern aus der Region Chemnitz/Dresden, die im Durchschnitt 31 Jahre alt waren und bereits vor der NS-Machtübernahme NSDAP und SA angehört hatten.
Nach Übernahme des Lagers durch die SS wurden im Herbst 1934 die SS-Wachmannschaften in Sachsenburg stationiert, die ab März 1936 als „III. SS-Totenkopfsturmbann Sachsen“ bezeichnet wurden. Im Januar 1936 wurde die Höchstzahl von 632 Mitgliedern der Wachtruppe registriert. Die SS-Wachtruppen-Angehörigen durchliefen im KZ Sachsenburg eine meist zweijährige militärische Ausbildung. Mit durchschnittlich 23 Jahren waren sie deutlich jünger als es die SA-Wachmänner gewesen waren.

### Juristische Verfolgung der KZ-Täter
Nach dem Zweiten Weltkrieg gab es kein Gerichtsverfahren, in welchem die im KZ Sachsenburg begangenen Verbrechen im Mittelpunkt standen. Von dem Sachsenburger KZ-Führungspersonal wurde niemand wegen seiner Mitwirkung am KZ-Terror juristisch zur Verantwortung gezogen.
Verfahren gegen Angehörige der KZ-Wachmannschaften erfolgten bis auf eine Ausnahme in Zusammenhang mit Taten in anderen Konzentrationslagern. In einem Gerichtsverfahren des Chemnitzer Landgerichts wurden 1949 in Oederan angeklagte ehemalige Wachmänner des KZ Sachsenburg zu Haftstrafen verurteilt. Ein weiterer ehemaliger Sachsenburger Wachmann wurde wegen seiner Beteiligung an Verbrechen im KZ Plaue verurteilt.
In späteren Jahren gab es keine weiteren Verfahren gegen Sachsenburger KZ-Täter. Die westdeutschen Ermittlungen gegen Hanns Haubold von Einsiedel (1909–1997) und andere in Zusammenhang mit der Ermordung von Max Sachs führten zu keinen Verurteilungen. Einzelne Angehörige der Wachmannschaften des KZ Sachsenburg wurden nach dem Zweiten Weltkrieg verurteilt.

## Gedenkstätte Sachsenburg

### Gedenkstätte in der DDR

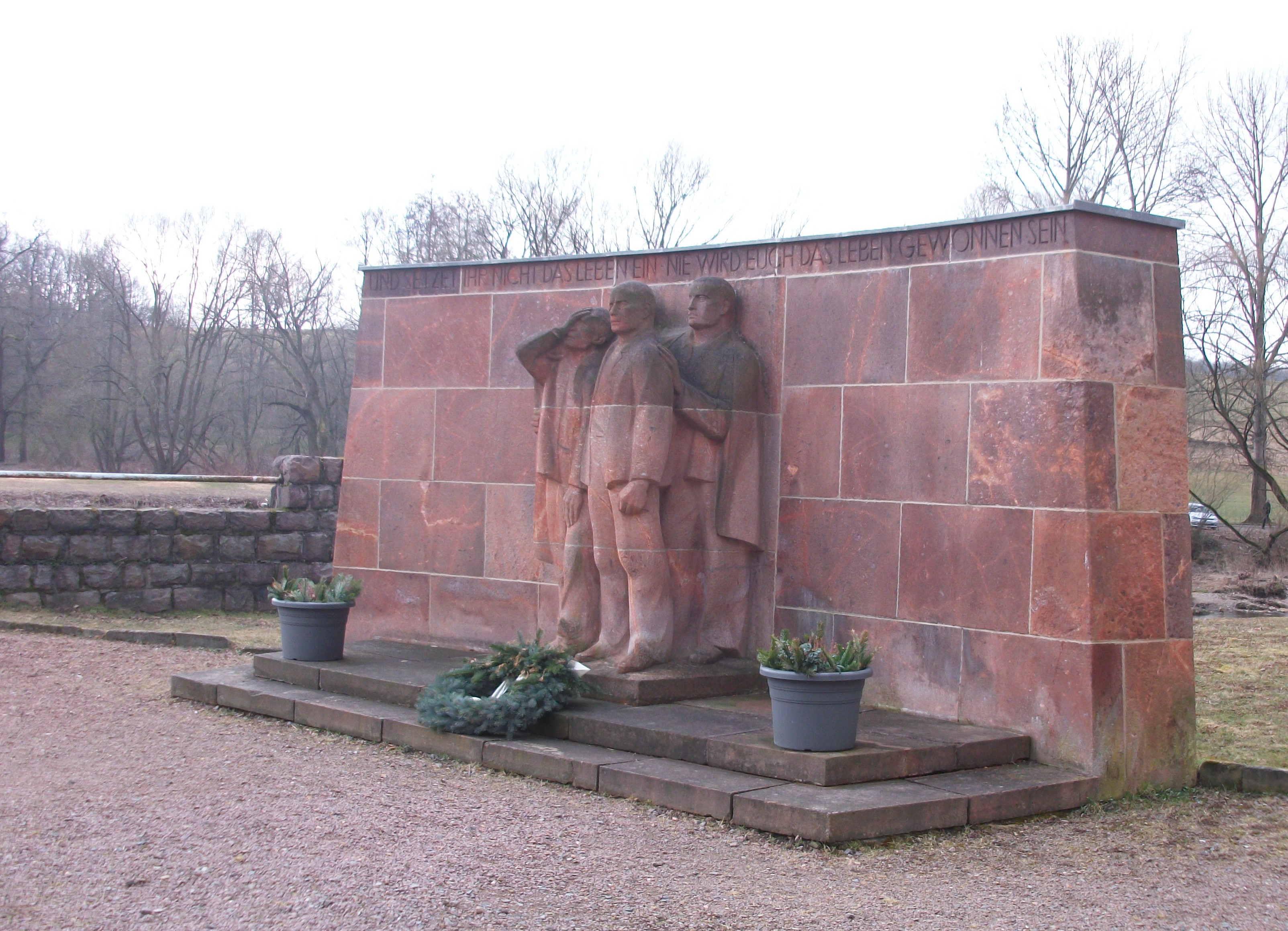
Das 1968 errichtete Mahnmal zum KZ Sachsenburg (2016)

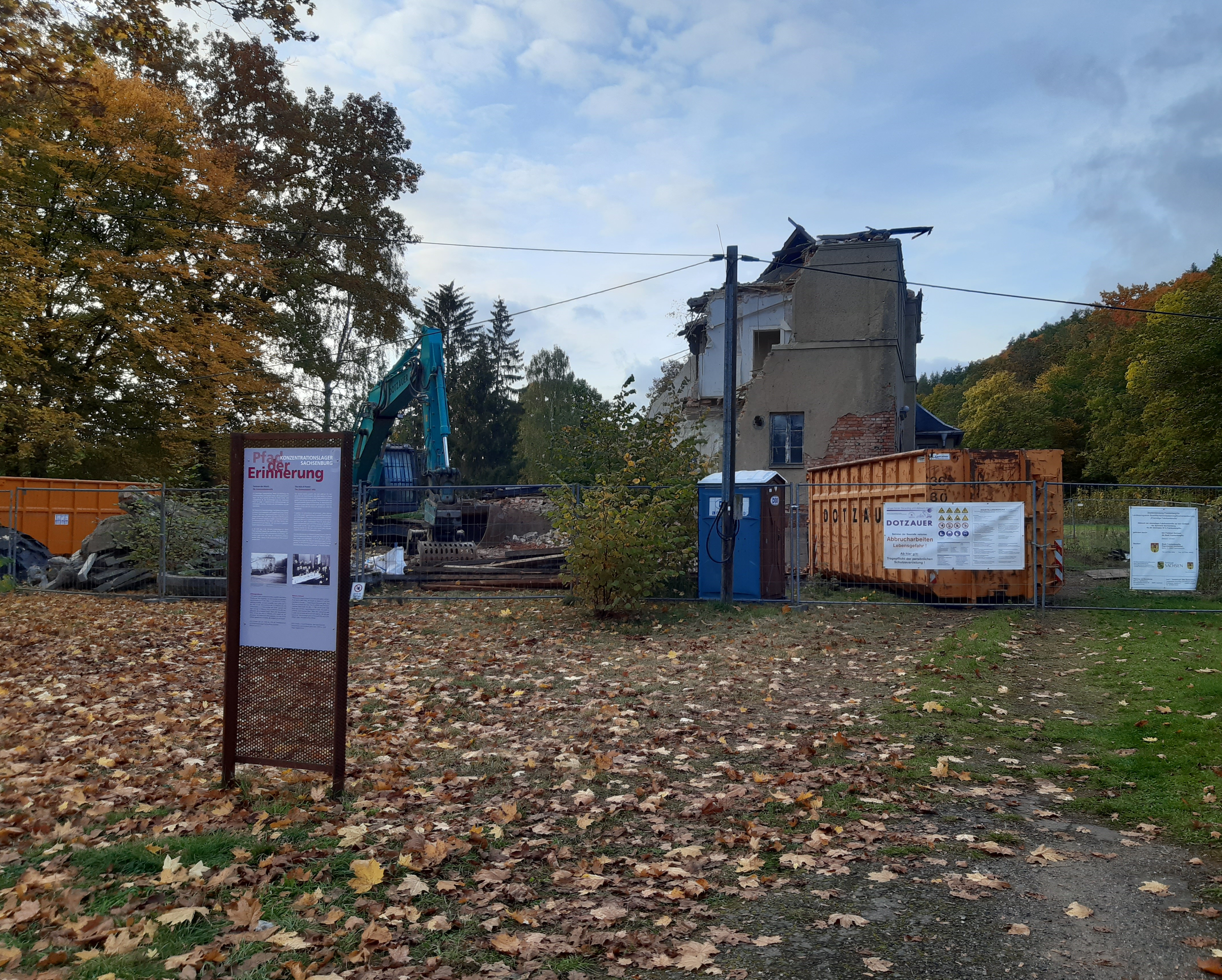
Abriss der Kommandantenvilla im ehemaligen KZ Sachsenburg (Zustand am 15. Oktober 2022)

Nach dem Zweiten Weltkrieg wurden Mahnmale auf dem ehemaligen Gelände des KZ Sachsenburg errichtet. Im Ortswappen von Sachsenburg erinnert bis heute ein rotes Dreieck an die politischen Häftlinge des Lagers. 1974 wurde in dem von einer volkseigenen Zwirnerei genutzten Fabrikgebäude von der SED ein Gedenkraum eingerichtet. Darin wurde die staatliche Ordnung der DDR als „antifaschistisches Erbe“ der ehemaligen politischen Häftlinge dargestellt. Insbesondere Jugendgruppen besuchten die Gedenkstätte und wurden dabei vom Sachsenburger Lehrer Gottfried Weber und dessen Frau betreut. Nach dem Ende der DDR wurde die Ausstellung im ehemaligen Fabrikgebäude in Sachsenburg geschlossen, das 1968 errichtete Mahnmal blieb erhalten.

### Pläne für eine künftige Gedenkstätte
Seit den 1990er-Jahren betätigen sich verschiedene Initiativen vor Ort für die Erinnerung an die KZ-Geschichte von Sachsenburg. Die 2009 gegründete „Lagerarbeitsgemeinschaft Sachsenburg“ sowie die 2018 aus der „Initiative Klick“ hervorgegangene „Geschichtswerkstatt Sachsenburg“ setzen sich für die Einrichtung einer Gedenkstätte ein.
Im Juni 2018 beschloss der Stadtrat Frankenberg die Errichtung einer Gedenkstätte. Diese sollte von der Stiftung Sächsische Gedenkstätten gefördert werden. Als erster Schritt entstand eine Außenraumausstellung in Form eines „Pfades der Erinnerung“. Bis 2024 soll eine Dauerausstellung im ehemaligen Kommandanturgebäude eröffnet werden.
2020 schrieb die Stadt Frankenberg einen Ideenwettbewerb aus, um die „Kommandantenvilla“ in die geplante Gedenkstätte einzubeziehen. Aufgrund des schlechten baulichen Zustands sollten nur Teile des Baus erhalten bleiben. Entsprechend sahen die beiden  erstplatzierten Entwürfe einen weitgehenden Abriss des Gebäudes vor. Erinnerungsinitiativen lehnten dies entschieden ab, weil die Villa ein fundamentaler Bestandteil des Konzeptes einer künftigen Gedenkstätte sei. Es handele sich um einen „Täterort“, was einen entsprechenden Umgang mit den baulichen Relikten verlange. Trotz der Proteste wurde am 11. Oktober 2022 mit dem Abriss der Kommandantenvilla begonnen.
Die Gedenkstätte ist durch Geld aus dem früheren SED-Vermögen gesichert und bis 2028 kann ein Ausstellungs- und Beratungszentrum erstellt werden.